# Josefa de los Dolores Peña y Lillo
Josefa de los Dolores Peña y Lillo Barbosa, également connue sous le nom de Sœur Josefa de los Dolores ou Sœur Dolores Peña y Lillo, née en mars ou mai 1739 à Santiago au Chili, morte en août 1822 ou 1823 dans la même ville, est une religieuse dominicaine, surtout connue comme écrivaine autodidacte de la période coloniale chilienne, ayant écrit de façon similaire aux religieuses indiennes, dans les couvents sud-américains entre le XVe et XIXe siècles. Josefa de los Dolores cultive surtout le genre épistolaire, mais elle écrit aussi parfois de la poésie,.
Elle entre dans la vie religieuse en 1751, contre la volonté de ses parents, et commence sa production littéraire en 1763, probablement de sa propre initiative. Elle est considérée aujourd'hui comme ayant produit « les meilleures sources existantes pour l'étude de la langue espagnole parlée pendant la période coloniale chilienne » et la source la plus fiable pour la linguistique historique. Malgré ses origines modestes, elle acquiert une grande influence dans le monde politique de la République du Chili à ses débuts, période au cours de laquelle elle est influente auprès des ministres du gouvernement, qui la consultent régulièrement.
Ses écrits font partie des premiers récits littéraires féminins du Chili, aux côtés de l'autobiographie d'Ursula Suarez (es), des poèmes de Juana López et de Tadea de San Joaquín (es) ; les écrits de Josefa de los Dolores s'identifient et s'expriment « sur le territoire lettré urbain et la culture de la société coloniale chilienne du XVIIIe siècle ». Il y avait sûrement d'autres textes écrits par des religieuses à l'époque, mais beaucoup d'entre eux ont disparu, probablement du fait de ces religieuses ou à leur demande.

## Biographie
Il existe peu de données biographiques disponibles sur Josefa de los Dolores. La plupart de ces éléments biographiques sont disponibles dans les archives du monastère où elle a vécu, dans certaines publications hagiographiques et dans ses propres lettres manuscrites,,.
Jesofa de les Dolores naît le 25 mai 1739 selon l'historien religieux Imelda Cano Roldán dans son livre de 1981 La mujer en el Reyno de Chile, bien que dans sa « lettre 6 » sœur Josefa parle du 25 mars comme sa date d'anniversaire. Selon le pasteur et historien José Ignacio Eyzaguirre Portales, elle est la fille d'Alonso Peña y Lillo et d'Ignacia Barbosa, tous deux d'origine modeste.
Elle a sept ans lorsque ses parents l'envoient au futur monastère de Sainte Rose de Lima à Santiago du Chili pour poursuivre des études musicales. Le 18 décembre 1751, alors qu'elle a 12 ans, elle décide d'entrer au couvent comme postulante sans l'autorisation de ses parents, fait vœu de chasteté perpétuelle à 15 ans et le 15 octobre 1756, elle effectue sa profession religieuse et reçoit le voile blanc de religieuse, sous la direction de la prieure Maria Antonia Wandin, devenant ainsi pleinement membre de la communauté religieuse,,.
Le monastère dominicain Sainte Rose de Lima à Santiago du Chili est érigé en monastère en 1754. Elle y habite jusqu'à sa mort, dans la première moitié des années 1820 : l'historien Eyzaguirre indique qu'elle meurt le 20 août 1823, selon ce qu'il écrit dans son Historia eclesiástica, política y literaria de Chile, tome II (Histoire ecclésiastique, politique et littéraire du Chili, volume II), en revanche Raïssa Kordic, l'éditeur de ses écrits, indique qu'elle serait plutôt morte l'année précédente, le 27 août 1822, à 83 ans,.

## Œuvre littéraire

### Contexte historique
Les écrits des religieuses dans les couvents coloniaux sont une pratique courante en Amérique du Sud, non seulement parce qu'ils permettent de s'affermir dans la foi ou parce qu'ils sont écrits à la demande d'un confesseur, mais aussi parce qu'ils permettent « d'exprimer certaines préoccupations ou insatisfactions par rapport à la réalité vécue ». Ils incluent les préoccupations liés à la vie matérielle et spirituelle qu'elles vivent au sein de leur couvent.
Dans ce contexte, de telles œuvres de religieuses sont écrites dans les couvents et monastères chiliens pendant la période coloniale jusqu'au XIXe siècle ; ces œuvres sont des lettres d'enseignement spirituel, des journaux intimes, des autobiographies et de la correspondance. Trois religieuses se distinguent dans ce type d'œuvres, ce sont Tadea de San Joaquín, Úrsula Suárez et Josefa de los Dolores,, dont les œuvres deviennent les plus connues de ce genre en Amérique du Sud, avec les œuvres de sœur Maria Jacinta du couvent de Notre-Dame du Pilier à Buenos Aires, datant peut-être d'avant les années 1820.

### Caractéristiques de son œuvre
La production littéraire de Josefa de los Dolores consiste en une série de lettres adressées à son confesseur Manuel José Álvarez López, jésuite — avec qui le couvent était en lien étroit — probablement du 15 mars 1763 au 7 mars 1769, ou peut-être jusqu'à une date ultérieure, car plusieurs lettres ne contiennent aucune donnée précise.
L'existence de ces manuscrits est mentionnée pour la première fois en 1923 par l'historien José Toribio Medina dans son Histoire. Lettres de femmes au Chili, 1630-1885 (en espagnol : Historia. Cartas de mujeres en Chile, 1630–1885),,, mais cette mention ne comporte pas de point de vue philologique ou linguistique, et ne présente qu'une description courte et imprécise. La préservation de ces lettres, leur analyse et leur publication commencent dans les années 2000 grâce au financement de la Comisión Nacional de Investigación Científica y Tecnológica (CONICYT, Commission nationale de la recherche scientifique et technologique),.

#### Genre
Par sa technique littéraire, son registre, son contenu et sa longueur, son œuvre littéraire est considérée comme faisant partie du genre littéraire épistolaire. Elle constitue la seule œuvre de ce genre connue jusqu'à présent au Chili, de taille aussi significative, et probablement intégrale. Le sous-genre en est la lettre.
Plusieurs chercheurs mettent l'accent sur la valeur d'une lettre spirituelle en tant que « technique de confession, d'auto-analyse guidée, de connaissance de soi, de développement personnel et de gestion de la vie intérieure des religieuses cloîtrées ». Dans le cas de Sœur Josefa de los Dolores, de tels écrits permettent de connaître sa production discursive et de l'inclure avec certitude dans le groupe des premières femmes alphabétisées du Chili,.

#### Corpus
Les lettres de sœur Josefa de los Dolores sont découvertes dans les archives du monastère par la chercheuse et théoricienne Raïssa Kordic, qui sauve ainsi plus d'une centaine de lettres « écrites en minuscules italiques, et développées en livrets de quatre à huit pages » qui ne constituent probablement pas la totalité de son œuvre écrite.
Cette correspondance était détenue par le prêtre jésuite Manuel Álvarez jusqu'à son départ du Chili en raison de l'expulsion des jésuites. La plupart des jésuites ont quitté le Chili entre le 31 mars et le 2 avril 1767, mais quelques-uns ne sont pas repartis vers l'Europe en raison de leur âge avancé ou d'une maladie, ce qui est le cas du père Manuel Álvarez ; ces lettres passèrent ensuite entre les mains de l'évêque et de ses successeurs jusqu'en 1861, date à laquelle la prieure de l'époque les demanda : cette correspondance fut alors partiellement censurée puis restituée au monastère,. Au début des années 2000, un groupe universitaire de l'université du Chili en lance le processus de préservation,.
Enfin, en 2008, une édition contenant 65 lettres est publiée sous le titre Correspondance de sœur Dolores Peña y Lillo (Chili, 1763-1769) (espagnol : Epistolario de Sor Dolores Peña y Lillo (Chile, 1763–1769)), accompagnée d'une analyse critique.